# كلية القديس بولس (ماكاو)

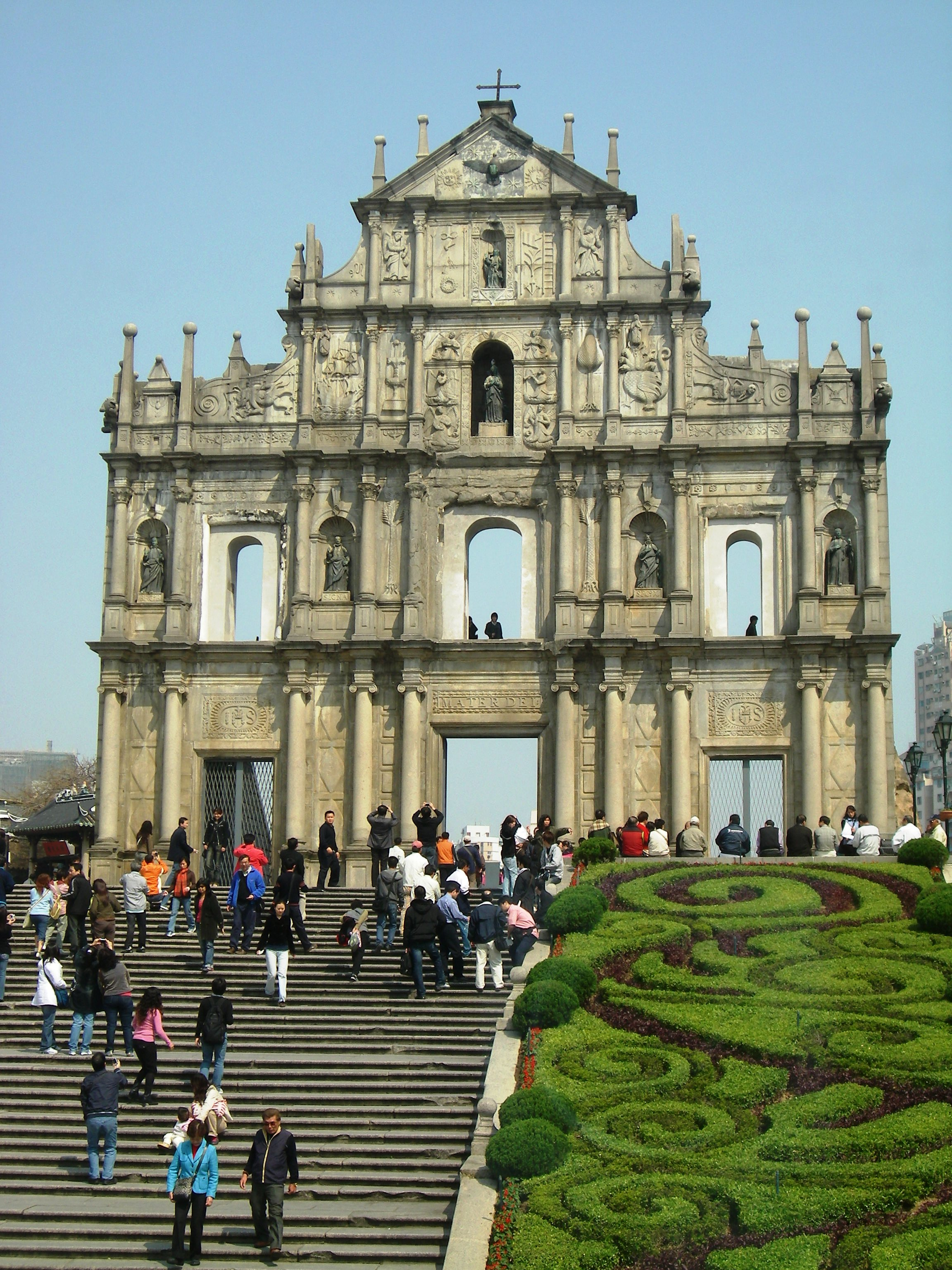
أطلال كاتدرائيَّة القديس بولس، والتي تبين الواجهة المتبقية من كنيسة مادر دي ديوس.

كلية القديس بولس في ماكاو (بالبرتغاليَّة: Colégio de São Paulo) والمعروفة أيضًا باسم كلية مادري دي ديوس، كانت جامعة كاثوليكية تأسست في عام 1594 في ماكاو من قبل الرهبان اليسوعيين لخدمة البرتغاليين تحت معاهدة بادرودو. وهي تعتبر الجامعة الغربيَّة الأولى في شرق آسيا.
تم تمويل كلية القديس بولس في ماكاو من قبل اليساندرو فالينانو في عام 1594 وذلك عن طريق رفع مستوى مدرسة مادري دي ديوس السابقة، والتي كانت وقف لإعداد المبشرين اليسوعيين الذي كانوا يسافرون للشرق. وجاء برنامجها الأكاديمي لتشمل التخصصات الأساسية مثل اللاهوت والفلسفة والرياضيات والجغرافيا وعلم الفلك واللاتينية والبرتغالية والصينية، وضمت الكليَّة أيضًا مدرسة في الموسيقى والفنون. كان للكلية تأثير كبير على تعلم اللغات والثقافة الشرقية، ودرَّس فيها أولى علماء علم الصينيات الغربيين أمثال ماتيو ريتشي، ويوهان آدم شال فون بيل وفرديناند فيربيست، وهم من بين أبرز علماء الصينيات في ذلك الوقت.
كانت الكلية قاعدة للمبشرين اليسوعيين المسافرين إلى الصين واليابان وشرق آسيا، وتطورت مع اختلاط التجارة بين ماكاو وناغازاكي حتى عام 1645. بعد ثورة شیمابارا، طردت اليابان البرتغاليين وحظرت الكاثوليكية، وأصبحت الكلية مأوى للهروب من الاضطهادات لكل من الكهنة المسيحيين. ترك اليسوعيون المنطقة في عام 1762 عندما طردتهم السلطات البرتغالية، أثناء قمع الرهبنة اليسوعية. وقد دمرت المباني في حريق في عام 1835. وفي عام 2005، أدرجت أطلال القديس بولس - ولا سيما واجهة كنيسة مادري دي ديوس - رسميًا كجزء من موقع اليونسكو للتراث العالمي - تحت اسم المركز التاريخي لماكاو.